# Kuchyňa (hrad)
Kuchyňa je zřícenina hradu u stejnojmenné vesnice v okrese Malacky v Bratislavském kraji na Slovensku. Hrad byl založen asi ve druhé polovině čtrnáctého století a zanikl před rokem 1543. Dochovaly se z něj terénní relikty opevnění a částečně odkryté fragmenty zdiva dvou obytných věží.

## Historie
O hradu se nedochovaly žádné písemné prameny a není známo ani jeho jméno. Jeho pozůstatky v poloze zvané Na Vartě byly objeveny v osmdesátých letech dvacátého století. Zakladatelem hradu mohl být některý příslušník hraběcího rodu z Pezinku a Svätého Jura, který potřeboval sídlo v oblasti Záhoří. Podle stavební dvouvěžové dispozice mohl být hrad založen ve třetí čtvrtině čtrnáctého století a zanikl nejpozději roku 1543, kdy vymřel rod jeho majitelů a hradní panství bylo připojeno k Plaveckému hradu. Tehdy byl hrad nejspíše už pustý. Archeologické nálezy dokládají existenci hradu v patnáctém století.

## Stavební podoba
Za staveniště hradu byl zvolen výběžek Malých Karpat s nadmořskou výškou 425 metrů. Hradní jádro má oválný půdorys s rozměry 45 × 17 metrů. Na vzdálenějších stranách stávaly hranolové obytné věže. Západní věž měla v přízemí dva metry silné zdi a vnitřní prostor o velikosti 4,3 × 4,1 metru. Jedinou další stopou po zástavbě hradního jádra je příčný terénní stupeň na plošině mezi věžemi. Plošinu obepínala hradba, z níž se dochovaly jen ve svazích rozvalené bloky zdiva.
Ve svahu níže pod jádrem jsou patrné dvě terasy, z nichž nižší na východě vybíhá do malého předhradí. To je na východě odděleno od sousedního terénu příkopem, za nímž se na východě nachází další příkopem a valem chráněný pahorek. Dále na východ terén stoupá až k vrcholu šíje, který převyšuje jádro o dvanáct metrů. Nejspíše v patnáctém století byl tento vrchol upraven dřevohlinitým opevněním na předsunutou baštu.

## Přístup
Zřícenina se nachází severovýchodně od vsi Kuchyňa na území chráněné krajinné oblasti Malé Karpaty v přírodní rezervaci Pralesy Slovenska – Zámok. Z rozcestí Vývrat k ní vede žlutě značená turistická trasa.